# アロイシウス・ゴンザーガ
アロイシウス・ゴンザーガ（Aloysius Gonzaga, 1568年3月9日-1591年6月21日）はイタリア出身のイエズス会員、カトリック教会の聖人。イタリアの名門貴族ゴンザーガ家の出身として有名。記念日は6月21日。アロイジオ・ゴンザーガ（Aloysio Gonzaga）あるいはルイージ・ゴンザーガ（Luigi Gonzaga）とも呼ばれる。

## 生涯
アロイシウス・ゴンザーガは北イタリア、ブレシアとマントヴァの間にあるカスティリオーネ・デッレ・スティヴィエーレで生まれた。ゴンザーガ家はイタリアの名門貴族の家系であった。父はグアスタッラ伯フェランテ1世・ゴンザーガ（1544年 - 1586年）、母マルタ・タナ・ディ・サンテナは同じくイタリアの名門貴族デッラ・ローヴェレ家の出身であった。
父は息子が長じて軍人になることを望んでいたため、小さいころから一般の学問と共に軍事教練を受けた。8歳のとき、弟のリドルフォと二人でメディチ家のフランチェスコ1世・デ・メディチの宮廷に侍者として仕え、さらなる教育を受けるために入った。このころ、アロイシウスは腎臓を患い、死ぬまで苦しむことになる。床にふす間に彼は聖人たちの伝記を読み、多くの祈りをささげた。彼は9歳で貞潔の誓いを立てたという。1579年、兄弟はマントヴァ公の宮廷に送られたが、そこでの生活の乱れと人々の軽薄さに衝撃を受けた。
1580年になって故郷に戻ってきたアロイシウスは7月に一人の枢機卿に出会う。彼こそがカルロ・ボッロメーオであった。ボッロメーオはアロイシウスがまだ聖体拝領を行っていないと聞き、1580年7月22日に初聖体を授けた。そのころ、彼はイエズス会のインド宣教に関する本を読み、自分も宣教師になりたいという憧れを持つようになった。アロイシウスは自分より年少の子供たちに教理を教え、カザーレ・モンフェッラートにあったカプチン会やバルナバ会の修道院を足しげく訪れるようになる。彼の生活スタイルは信仰が中心になっていった。
アロイシウスの一家は1581年にマリア・デ・アブスブルゴに付き添ってスペインへ渡った。1582年3月、一家がマドリードに到着すると、アロイシウスとリドルフォの二人はアストゥリアス公ドン・ディエゴの小姓とされた。しかしアロイシウスは俗世間での栄達より修道生活に対する憧れが強かった。彼はもともとカプチン会に入ろうと思っていたが、マドリードでの聴罪司祭がイエズス会員だったことから、イエズス会入会を志した。母は賛成してくれたが父は大反対だった。1584年7月ドン・ディエゴが死んで半年がたってから一家はイタリアに戻った。アロイシウスの司祭になりたいという意向は変わらなかったので、家族も説得をあきらめ、どうせなるなら教区司祭になるよう求めた。修道司祭と違い、教区司祭なら財産を持って司教になり、栄達するという道があったからである。しかし、アロイシウスの望みは出世より宣教師であった。
1585年11月、アロイシウスはすべての財産の相続権を放棄する許可を皇帝から得た。彼はイエズス会入会のためローマに赴いたが、家柄が良かったため時の教皇シクストゥス5世に拝謁することになった。1585年11月25日、アロイシウスは総長クラウディオ・アクアヴィーヴァの許可を得てイエズス会入会を果たし、修練院に受け入れられた。修練者としてアロイシウスは過度の苦行をやめるようアドバイスを受けている、あまりにストイックな彼はほかの修練者から浮くほどだったのである。アロイシウスがほかの修練者とうまくやれなかったことは彼が宮廷以外で人々と接した経験が少なかったことも影響していたと思われている。
相変わらず体調は悪かった。従来からの腎臓の不調だけなく、皮膚にも不調をきたし、頭痛と不眠にも悩まされた。勉強のためミラノに移ったが、すぐに養生のためローマに戻された。1587年11月25日、修道者としての初誓願をたてる。1588年2月から3月にかけて下級叙品を受け、司祭職のための神学研究を始めた。1589年に彼は弟のリドルフォとマントヴァ公の間のいざこざを解決するため、マントヴァに赴いている。1590年5月にローマに戻るが、そこで彼は大天使ガブリエルがあらわれてアロイシウスの命は1年以内に取り去られると告げる幻を見たという。
1591年、ローマで疫病が流行、イエズス会は病院を開設して人々を助けた。アロイシウスはそこで働きたいと望んだが、長上は彼への感染を恐れて、感染者のいない部署で働かせた。しかし、すでに彼の同僚に感染者がいたため、1591年3月3日にアロイシウスにも感染の兆候が現れた。人々は回復が難しいと見たので、彼は病者の塗油を受けた。幸い、この時点では一命を取り留めたものの、アロイシウスの体調は確実に悪化していた。そのころ、彼の霊的指導者はロベルト・ベラルミーノ枢機卿であった。アロイシウスは再び幻を見て自分がキリストの聖体の祝日の8日間の準備が終わった時にこの世を去るだろうと告げた。まさにその当日にあたる6月21日の朝、アロイシウスの体調はいつになく良かったが、彼は自分が今日のうちにこの世を去ると語った。これを聞いたベラルミーノは彼に聖体を与え、油を塗り、死にゆくもののための祈りを唱えた。
彼は本当に純粋な人物であった。貞潔の徳を守るため、修道生活に入ってからは母親の顔さえもまともに見ず、女王に謁見しても決して顔を見なかったという。1591年6月21日、アロイシウスは自分で予言したとおりの日にこの世を去った、23歳だった。
アロイシウスはローマのカンポ・マルツィオにあるお告げの教会（後のイグナチオ・デ・ロヨラ教会）に葬られた。彼の頭蓋骨は故郷のカスティリオーネ・デッレ・スティヴィエーレの司教座聖堂に移された。生前から聖人の誉れが高かったアロイシウスは死後わずか14年目の1605年10月19日に教皇パウルス5世によって列福され、1726年12月31日に教皇ベネディクトゥス13世によってイエズス会修練者スタニスラウス・コストカ（18歳でなくなったポーランド貴族の子息）と共に列聖された。1729年、アロイシウスは学生の守護聖人とされ、1926年には教皇ピウス11世によりカトリック青年の保護者とされた。また伝染病に倒れたため、伝染病罹患者の守護聖人でもあり、最近ではHIV患者の守護聖人であるとも見なされている。
アロイシウスの記念日は彼の命日にあたる6月21日である。学生および青年の守護聖人であることから、世界各地で多くのカトリック学校や教育施設がアロイシウスの名を冠している。